# 30 Days Without An Accident
«30 Días sin un accidente» —título original en inglés: «30 Days Without An Accident»— es el primer episodio de la cuarta temporada de la serie de televisión The Walking Dead. Fue dirigido por Greg Nicotero y el guion estuvo a cargo de Scott M. Gimple. La cadena AMC lo emitió en los Estados Unidos el 13 de octubre de 2013; Fox hizo lo propio en España e Hispanoamérica los días 14 y 15 del mismo mes, respectivamente.
El episodio tiene lugar varios meses después del episodio episodio anterior, y el grupo de supervivientes ampliado vive una vida ideal en la prisión antes de que surja una nueva amenaza. Este episodio marca la primera aparición de Lawrence Gilliard Jr. como Bob Stookey.
El episodio fue recibido positivamente por la crítica y fue visto por 16.11 millones de televidentes, marcando una serie alta en televidentes y adultos 18-49.

## Argumento
Han pasado varios meses, en los que los ciudadanos restantes de Woodbury se han unido al grupo de sobrevivientes en la prisión. Rick Grimes (Andrew Lincoln), después de haber renunciado al liderazgo del grupo, se ha dedicado a la agricultura para dar un ejemplo a su hijo Carl (Chandler Riggs). Mientras camina afuera en su jardín, nota que varios caminantes se han acumulado afuera de la prisión. Carl se le acerca y nota que uno de los cerdos que cuida su padre, "Violet", parece enfermo. Rick le dice a Carl que deje de nombrar a los cerdos ya que son alimentos y admite que no sabe por qué el cerdo está enfermo.
Daryl Dixon (Norman Reedus) ha aumentado en popularidad entre los residentes por su papel como cazador del grupo; El amigo de Carl, Patrick (Vincent Martella) le agradece a Daryl por el suministro de carne durante su cacería. Carol (Melissa McBride) habla en privado con Daryl sobre los caminantes, señalando que no se están extendiendo a lo largo de la cerca como antes. En otra parte, Glenn Rhee (Steven Yeun) le dice a su esposa Maggie Greene (Lauren Cohan) que no debería acompañarlo en el programa de suministro programado para más tarde ese día. Carl critica a un grupo de niños de la prisión, Lizzie (Brighton Sharbino) y su hermana, Mika (Kyla Kenedy), entre ellos, por nombrar a uno de los caminantes en la cerca.
Mientras que varios sobrevivientes matan a los caminantes acumulados en la valla, Tyreese (Chad L. Coleman) habla con Karen (Melissa Ponzio), y confía su incomodidad con matar a los caminantes a lo largo de la puerta, ya que significa mirarles a la cara. Michonne (Danai Gurira) regresa a la prisión después de buscar sin éxito al Gobernador y comparte su intención de viajar a Macon para continuar su búsqueda. Ella se ofrece como voluntaria para controlar las trampas de caza de los animales, pero Rick decide ir por su cuenta. Cuando se va, Hershel Greene (Scott Wilson) le dice a Rick que su consejo: él mismo, Glenn, Carol, Daryl y la hermana de Tyreese, Sasha (Sonequa Martin-Green): prefiere que Rick lleve un arma cuando salga de las puertas, para protegerse. Mientras tanto, Carol utiliza secretamente una sesión de cuentos con los niños de la prisión para enseñarles sobre el uso del armamento. Patrick, sintiéndose enfermo, se va temprano.
Antes de partir en el suministro, Zach (Kyle Gallner) se despide de la hija menor de Hershel, Beth Greene (Emily Kinney), con quien ha formado una relación sentimental. Bob Stookey (Lawrence Gilliard Jr.), un exmédico del ejército y una nueva incorporación al grupo, se ofrece como voluntario para ganarse el sustento; después de algunas dudas, Sasha le permite venir. El grupo llega a un campamento militar abandonado alrededor de una tienda de comestibles, donde comienzan a reunir suministros. Bob se acerca a un pasillo de alcohol en la tienda y está tentado de tomar una botella de vino. Decide volver a colocarlo, haciendo que todo el estante caiga sobre él. Esto también atrae la atención de los caminantes en el techo, que comienzan a caer a través del techo en descomposición. Daryl y Zach pueden liberar a Bob, pero Zach es mordido y asesinado en el proceso. El resto del grupo se escapa cuando un helicóptero naufragado cae por el techo, destruyendo la tienda y los caminantes restantes.
Rick está revisando las trampas cuando se encuentra con una mujer llamada Clara (Kerry Condon), a quien inicialmente confunde con un caminante. Ella le pregunta si está con un grupo y le ruega que se lleve a ella y a su esposo Eddie. Ella lleva a Rick a su pequeño campamento, donde de repente se mueve para atacarlo. Él la esquiva, y ella decide suicidarse, apuñalándose en el estómago. Clara le dice a Rick que no podía soportar la vida sin Eddie, que se reveló que murió y se convirtió en un caminante, por lo que tomó su cabeza con ella. Le suplica a Rick que no la mate, por lo que puede quedarse con Eddie como caminante. Rick honra su último deseo y se va y al regresar a la prisión, descubre que Violet, el cerdo, ha muerto de su enfermedad.
El grupo de ejecución de suministros regresa a la prisión. Maggie le dice a Glenn que no está embarazada, como temían. Daryl informa a Beth de la muerte de Zach. Luego restablece la cuenta que guardaba de días sin accidentes. Al ver que Daryl se sorprende por su aparente frialdad, ella le dice que ya no llora, pero está contenta de haber conocido a Zach. Más tarde esa noche, Patrick se levanta y se tropieza con las duchas, donde se derrumba, muere y luego reanima, con sangre brotando de sus ojos.

## Producción

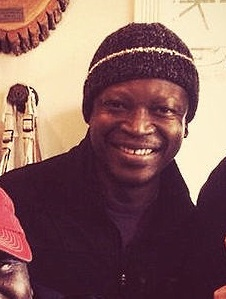
Este episodio marca el debut de Bob Stookey, interpretado por Lawrence Gilliard Jr.

"30 Days Without a Accident" fue escrito por el productor ejecutivo y el nuevo guionista y escritor Scott M. Gimple y dirigido por el productor ejecutivo y supervisor de efectos especiales Greg Nicotero.
El episodio marca la promoción de Emily Kinney, Chad L. Coleman y Sonequa Martin-Green a las posiciones co-protagónicas de la serie. También marca la primera aparición del personaje de la serie de cómics, Bob Stookey, un exmédico del ejército y alcohólico en dificultades, interpretado por Lawrence Gilliard Jr..

## Recepción

### Índice de audiencia
30 Days With An Accident fue visto por 16,1 millones de personas durante su estreno, convirtiéndose en el episodio de mayor audiencia de la serie, así como el episodio de mayor audiencia de cualquier serie básica de televisión por cable. También atrajo 10,4 millones de adultos 18-49. El episodio se convirtió en la transmisión por televisión #1 entre adultos de 18-49 años en esta temporada televisiva, incluyendo los canales de deportes.

### Críticas
30 Days With An Accident se cumplió con la recepción positiva por parte de los críticos. Roth Cornet de IGN le dio al episodio una puntuación de 8.3/10, y comentó muy bien acerca del nuevo guion de Scott Gimple, quien escribió el episodio, y el coproductor ejecutivo Greg Nicotero, quien lo dirigió, estaba determinado a "venir con una explosión", como prometió ... y eso es exactamente lo que conseguimos". El escribir para The A.V. Club, Zack Handlen califico el episodio como un "B+".